# Alcalose métabolique
 (décembre 2012).
Si vous disposez d'ouvrages ou d'articles de référence ou si vous connaissez des sites web de qualité traitant du thème abordé ici, merci de compléter l'article en donnant les références utiles à sa vérifiabilité et en les liant à la section « Notes et références ».
L'alcalose métabolique est un trouble de l'équilibre acido-basique défini par une hausse du pH dans le secteur extracellulaire plasmatique (sang), d'origine métabolique.

## Physiopathologie
Le pH intracellulaire chez l'homme est de 7,2, le pH extracellulaire de 7,4. Ces valeurs sont extrêmement intimement régulées via plusieurs mécanismes fondés sur l'équation suivante :
- Le tampon pulmonaire permet d'éliminer un excès d'acide par l'hyperventilation (dyspnée de Kussmaul : respiration ample, profonde, permettant de rejeter du CO2 et de la vapeur d'eau et ainsi de faire augmenter le pH, alcaliniser le sang). Au contraire, une bradypnée (respiration lente et superficielle) entraîne une accumulation de CO2 et donc une acidification du sang.
- Les reins ont deux fonctions essentielles :

1. éliminer les ions H+ dans les urines (excrétion au niveau du tube contourné distal) pour 75 % sous forme d'ammonium NH4+ (c’est-à-dire H+ + ammoniac NH3), le dernier quart étant éliminé sous forme libre ou sous forme d'autres acides (par exemple H2PO4).
2. réabsorber les bases HCO3−, via le tube contourné proximal dans la corticale rénale.

Les normes physiologiques chez l'être humain sont :
- pH : entre 7,38 et 7,42.
- Bases : HCO3− = 24 +/- 2,5 mmol/L
- pCO2 (pression partielle en dioxyde de carbone dans le sang) = 40 mmHg
- Trou anionique (différence entre les cations et les anions dans le plasma c’est-à-dire ([Na+ ] + [K+ ])- ([HCO3− ]+ [Cl−]), normalement situé entre 12 et 20 mmol/L (16 +/- 4mmol/L).

Au cours de l'alcalose métabolique, on a :
- un pH le plus souvent élevé (supérieur à 7,42), mais parfois normal par compensation respiratoire (hypoventilation)
- des bicarbonates toujours élevés, supérieurs à 26 mmol/L
- une pCO2 le plus souvent supérieure à 42 mmHg par hypoventilation compensatrice de l'alcalose.

## Étiologie
L'alcalose se produit consécutivement à plusieurs anomalies, souvent associées entre elles :
- un apport accru de bases, le plus souvent sous la forme de bicarbonate de sodium ou de bicarbonate de calcium,
- une perte d'acides, en général par le rein,
- une perte de chlore, digestive ou rénale,
- une déshydratation extracellulaire, qui entraîne une concentration des bicarbonates,
- une réabsorption accrue de bases par le rein.

Le rôle du chlore (et de son déficit en particulier) est capital dans la genèse des alcaloses métaboliques : en effet, l'excrétion rénale des bases n'est possible que couplée au chlore. La correction d'un fréquent déficit chloré est indispensable pour rendre aux reins leur capacité à débarrasser le sang de son excès de bases.

### Apport excessif de bases
Soit par apport de bicarbonate de sodium (par exemple chez l'insuffisant rénal), ou de bicarbonate de calcium (syndrome des « buveurs de lait ».)

### Pertes de chlore
- Pertes digestives (les selles sont très riches en chlore. Une hypokaliémie est souvent associée) : vomissements, aspiration digestive, tumeur villeuse digestive, etc.
- Pertes rénales.

### Autres causes
- Hyperaldostéronismes
- Maladie de Cushing
- Certaines tubulopathies héréditaires rares.

## Diagnostic
Le diagnostic clinique est aspécifique : il associe une tétanie musculaire, des paresthésies (sensations anormales), au maximum des convulsions. La respiration est en général lente (bradypnée) par compensation.
La certitude diagnostique est apportée par les gaz du sang et l'ionogramme sanguin (voir plus haut).

## Traitement

### Traitement étiologique
Il est toujours indispensable, et souvent suffisant à la correction des anomalies métaboliques :
- arrêt d'une prise excessive de bicarbonates ;
- arrêt ou diminution d'un traitement par diurétiques ;
- lutte contre les vomissements, etc.

### Traitement symptomatique
Il repose non pas sur une acidification du sang (sauf cas exceptionnels), mais sur la correction des anomalies associées à l'alcalose métabolique, et en particulier le déficit chloré. Ce traitement n'est utile que pour les alcaloses profondes et/ou source d'un retentissement clinique significatif.